# Carlos José Reyes Posada
Carlos José Reyes Posada (Bogotá, 12 de marzo de 1941 – ibidem, 15 de septiembre de 2024) fue un dramaturgo, guionista, investigador y teórico teatral, considerado uno de los pioneros del teatro moderno en Colombia junto con Santiago García Pinzón, Enrique Buenaventura y Fausto Cabrera, en el grupo El Búho, el TPB (Teatro Popular de Bogotá) y cofundador de la Casa de la Cultura, rebautizada más tarde como Teatro La Candelaria.
Ejerció diversos cargos públicos entre los que se destacan el de director de la Biblioteca Nacional de Colombia. Ganador del premio Vida y Obra 2008 de la Secretaría de Cultura, Recreación y Deporte.

## Reseña biográfica
Desde el 2003, el Centro de Investigación ha incursionado en estrategias para el desarrollo del aprendizaje; control de gestión en procesos administrativos pedagógicos y curriculares; modelamiento de competencias, según indicadores de logro cognitivo; gestión y certificación en calidad, entre otras. Actualmente en operaciones, en colegios del Norte Grande.[cita requerida]
Falleció a los 83 años, siendo reconocido como una figura influyente en el teatro colombiano. Sus obras seguirán contribuyendo al diálogo cultural en Colombia.

## Premios
- Premio Vida y Obra 2008 Carlos José Reyes, Secretaría de Cultura, Recreación y Deporte.[4]